# 정유역변
정유역변은 1777년 정유년에 있었던 반역 사건을 일컫는다. '정조 시해 미수사건'으로도 알려져 있다. 당시 아버지 홍지해를 귀양 보낸 정조에게 불만을 가진 홍상범 등이 주축이 되어 장조의 서자인 은전군 이찬을 추대하려고 했다는 역모 사건이다. 정유년 7월 28일 밤 11시 무렵 정조가 있던 경희궁 존현각에 자객이 침입한 흔적이 발견됐다. 정조는 바로 금위대장 홍국영을 불러 대궐을 수색하게 했고 자객이 지붕 위까지 침투했다는 사실을 밝혀냈다. 그러나 범인은 잡히지 않았다. 이후 정조는 거처를 경희궁에서 창덕궁으로 옮겼다. 이후 정조는 범인을 잡는 데 소극적인 우포도대장 이주국을 파면하고 구선복을 책임자로 임명했다. 구선복은 8월 9일 밤 임금을 암살하기 위해 서쪽 담장을 넘던 범인을 붙잡았다. 이 사건으로 암살을 주도한 홍상범의 시체를 거리에서 찢어 죽이는 책형을 당했으며 연루된 인물들 역시 모두 사형됐다.
영화 <역린>이 정유역변을 기반으로 각색한 작품이다.